# オリンパス E-410

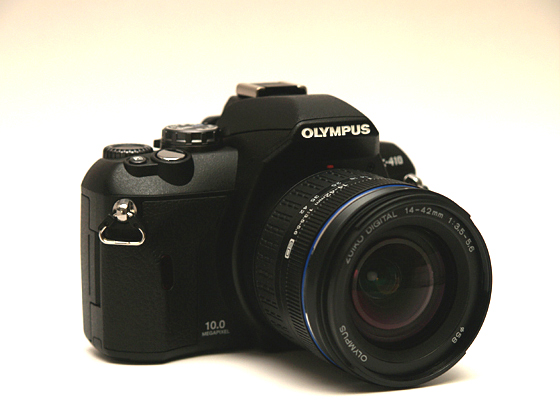
E-410/ZUIKO DIGITAL 14-42mm

オリンパス E-410は、オリンパス社のオリンパスE-システムの一眼レフデジタルカメラ。フォーサーズ・システムを採用している。
重量375g（本体のみ）という小型軽量を達成したE-400のボディに、有効1,000万画素のLive MOSセンサーを採用し、ライブビュー撮影を可能にしている。小ぶりなペンタプリズムなど、かつてのOMシリーズを髣髴させるボディは、2007年4月の発売開始時点では最も小型・軽量・最薄なデジタル一眼レフであり、このデザインコンセプトはその後もE三桁機に引き継がれている。
2008年4月にはマイナーチェンジ版のE-420が発売された。

## 仕様
| モデル              | E-410 |
| ------------------- | --- |
| 撮像素子            | 4/3型LiveMosセンサー 17.3×13.0mm                                                                                |
| 有効画素数          | 1000万画素 |
| レンズマウント      | フォーサーズシステム・マウント                                                                                  |
| AF方式              | TTL位相差検出方式                                                                                               |
| 測距点              | 3点 |
| 測光方式            | TTL開放測光、49分割デジタルESP測光、中央重点平均測光、スポット測光、スポット測光ハイライト/シャドーコントロール |
| フォーカスモード    | シングルAF / コンティニュアスAF / MF / シングルAF+MF /コンティニュアスAF+MF                                     |
| 連続撮影            | 約3コマ/秒・8コマまで(RAW)、容量いっぱいまで(JPG)                                                               |
| ISO感度             | AUTO / 100 / 200 / 400 / 800 / 1600                                                                             |
| ホワイトバランス    | オート / プリセット 3000-7500k / カスタム / ワンタッチ                                                          |
| シャッター速度      | 60秒～1/4000秒（Mモード）、バルブ（8分）                                                                        |
| ファインダー        | アイレベル一眼レフ方式 視野率約95%・倍率0.92倍・プレビュー可                                                    |
| 液晶モニタ          | 2.5型ハイパークリスタル液晶(半透過型TFTカラー液晶)・23万画素                                                    |
| 記録媒体            | CFカードType I/II、マイクロドライブ対応、xDピクチャーカード                                                     |
| 電源                | 専用リチウムイオン電池 BLS-1                                                                                    |
| 本体サイズ（W×H×D） | 129.5(W)×91(H)×53(D)mm                                                                                          |
| 質量（本体のみ）    | 約375g |